# John P. Connell
John P. Connell (* 28. Oktober 1923 in Philadelphia, Pennsylvania; † 10. September 2015 in Woodland Hills, Kalifornien) war ein US-amerikanischer Schauspieler.

## Leben
Connell diente im Zweiten Weltkrieg als Funker und Rumpfschütze an Bord einer B-24. Er absolvierte 43 Missionen und wurde mit dem Purple Heart ausgezeichnet. Nach Ende des Krieges studierte er Journalistik an der University of Missouri. Dort lernte er seine spätere Frau Mila kennen, mit der er bis zu seinem Tod verheiratet war und zwei Kinder bekam. Nach seinem Abschluss zog er nach New York City, um dort eine Schauspielkarriere anzustreben. Seine erste Fernsehrolle erhielt er 1949 in der Science-Fiction-Serie Captain Video and His Video Rangers. In den 1950er Jahren war er in zahlreichen live ausgestrahlten Fernsehproduktionen zu sehen, darunter in seiner bekanntesten Rolle als  Dr. David Malone in der Seifenoper Young Dr. Malone. Mitte der 1950er Jahre trat er auch am Broadway auf. Seine Auftritte in Spielfilmen beschränken sich auf kleine Rollen in Angriffsziel Moskau, Die drei Tage des Condor und Sidney Lumets Family Business.
In den 1960er Jahren verschob sich sein Fokus von der Schauspielerei zum Voice-over. Er sprach Radio- und Fernsehwerbespots für Firmen wie Xerox, Procter & Gamble, Ford und McDonald’s und wirkte 1967 als Erzähler bei der Aufführung von Der Mann von La Mancha für US-Präsident Lyndon B. Johnson im Weißen Haus mit. Er war zudem 13 Jahre lang im Verwaltungsrat der Screen Actors Guild.

## Filmografie (Auswahl)

### Film
- 1964: Angriffsziel Moskau (Fail-Safe)
- 1975: Die drei Tage des Condor (Three Days of the Condor)
- 1989: Family Business

### Fernsehen
- 1949: Captain Video and His Video Rangers
- 1952: Mister Peepers
- 1953: Goodyear Television Playhouse
- 1954: The Man Behind the Badge
- 1959: Decoy
- 1962–1963: Young Dr. Malone
- 1964: East Side/West Side
- 1967: Dark Shadows

## Broadway
- 1956: Time Limit!
- 1956–1957: Uncle Willie